# 43 Cassiopeiae
43 Cassiopeiae, eller V557 Cassiopeiae, är en roterande variabel av Alfa2 Canum Venaticorum-typ (ACV) i stjärnbilden Cassiopeja. 
Stjärnan varierar mellan visuell magnitud +5,55 och 5,64 med en period av 3,1848 dygn.